# Будрагчаа Содномбалжирын
Будрагчаа Содномбалжирын (монг. Бүдрагчаа Содномбалжирын; 1933, сомон  Тэлмэн, Дзабханский аймак — 1998 ) — монгольскиий государственный и политический деятель, юрист, Генеральный прокурор Монголии, генерал-майор (1983).

## Биография
В 1947 году окончил среднюю школу. С 1956 по 1965 год обучался в Высшей школе юстиции Улан-Батора и университете марксизма-ленинизма. Позже окончил Иркутский государственный университет в СССР по специальности «юриспруденция». 
В 1948—1953 годах работал учителем начальной школы.
С 1953 по 1956 год был начальником аппарата и инспектором отдела образования Завханского аймака, районным прокурором, следователем при областной прокуратуре. В 1958—1961 годах — помощник государственного прокурора.
В 1965—1969 годах — прокурор города Улан-Батор, 1-й заместитель государственного прокурора.
В 1969—1979 годах был 1-м заместителем министра МВД, главой Службы национальной безопасности, в 1971 году стал первым генералом монгольской полиции.
В 1979—1988 годах — 1-й заместитель Генерального прокурора, Генеральный прокурор Монгольской народной республики.
В 1992—1997 годах работал советником следственного управления и советником по правовой политике президента Монголии.
Избирался депутатом Великого Народного Хурала МНР 8, 9, 10 и 11 созывов.

## Награды
- Орден Трудового Красного Знамени (Монголия),
- Орден «За боевые заслуги» (Монголия),
- Орден Полярной звезды (Монголия),
- Почётная Трудовая медаль (Монголия),
- Юбилейная Трудовая медаль.